# Hercegszántó
Hercegszántó est un village et une commune du comitat de Bács-Kiskun en Hongrie.

## Personnages célèbres
- Paul Mandy, (1927-), docteur en sciences économiques